# 川崎2少年失踪事件
川崎2少年失踪事件とは、1991年6月9日に神奈川県川崎市川崎区の中学1年生および小学2年生の少年2人が失踪し、同年9月2日に千葉県君津市の鹿野山の山中で2人の白骨死体が発見された事件である。

## 失踪
1991年6月9日、神奈川県川崎市川崎区浜町の川崎市立桜本中学校の1年生（12歳）と、
近所に住む川崎市立桜本小学校の2年生（7歳）の少年２名は、午前9時頃に一緒に遊びに出て、
小学生の同級生と3人で自宅から約5km離れた川崎区殿町の下河原児童公園（現 下河原公園）や多摩川河川敷の緑地帯で午後4時半頃まで遊んだ後、その同級生と別れた。
同級生は午後5時半頃に帰宅したが2人は帰宅せず、小学生の家族が神奈川県警川崎臨港警察署に捜索願を提出した。
なお3人は普段からの遊び友達で、前夜に中学生は小学生の家に泊まっていた。
2人合わせて約6000円の現金を持っていたという。

## 失踪後の足取り
6月9日、川崎市の浮島町日本カーフェリー前バス停で2人が下車したのをバスの運転手が目撃、
その後2人は川崎港から木更津港行きのフェリーに乗船したと見られ、翌6月10日午前0時半頃には、木更津市のフェリー乗り場から約5km離れた君津市のコンビニエンスストアで2人によく似た少年2人がおにぎりやガムを買ったのをコンビニエンスストア経営者が見ており、2人以外の第三者と一緒にいる様子は無かったという。
その後同日午前中に君津市内の住民数人に目撃される等、6月10日以降に木更津市内、君津市内で数件の目撃情報があった。
また建設省鹿野山測地観測所の職員が、6月中旬に子供2人が鹿野山牧場の付近で石投げをして遊んでいるのを見たという話を地元住民から聞いている。
最後に目撃されたのは6月19日の午前9時過ぎ、君津市の法木作バス停で乗車した後、鹿野山の山麓にある鎌滝バス停で疲れた様子で下車し、鹿野山の方向に歩いていく2人をバスの運転手と地元住民が見たのを最後に、目撃情報が途絶えていた

。

## 捜索活動
6月19日にパトカーやヘリコプター、警備艇を出動させ、川崎臨港警察署員や学校関係者ら200人で、失踪した多摩川河川敷や付近の空き家、東京湾などを捜索、2人の写真入りポスターを約5000枚用意し、近くのコンビニエンスストアに配布するなどして情報提供を呼びかけた。
その後、木更津市内での目撃情報があったことから、6月21日に川崎臨港警察署は捜査員を千葉県警木更津警察署に派遣し協力を依頼。
木更津警察署は管内の公園やゲームセンター等を捜索し、更に管内の駅やバス停に手配書を約100枚貼り出し、住民に情報提供を呼びかけた。
また君津市教育委員会等の関係機関への協力も要請した。
川崎市教育委員会も千葉県内で情報提供を求めるビラを配るなどしたが、6月20日以降の足取りについての情報は全く得られなかった。

## 遺体の発見
同年9月2日正午頃、君津市の鹿野山の杉林にミョウガ取りに来ていた男性（76歳）が、カラスが鳴いたため不吉を感じ周囲を見回した所、山道の脇の草むらに白い頭骨があるのを発見、木更津警察署に届け出た。
その後の調べで死後数ヶ月経ったとみられるほぼ完全に白骨化した遺体が大小2体あり、大きい方の白骨死体は山道から1メートルほど離れた場所に黒いＴシャツに茶色のズボン、スニーカーを履いた姿で仰向けの状態で倒れていた。
そこから20～30メートル離れた場所に小さい方の白骨死体が全裸で仰向けの状態で倒れており、2体の中間地点に半袖シャツ、半ズボン、黒いスニーカーが散乱していた

。
土をかけて埋められたような形跡や、周囲の草むらが荒らされた様子は無かった。
その日の夜に2人の家族により着衣が失踪当時に着ていた物と確定、体格からも大きい方の遺体は中学生、小さい方の遺体は小学生と断定された
。
現場は鹿野山（標高352m）の頂上付近にある市立鹿野山小学校（1999年廃校）前の佐貫県道から、車の入れない日中でも薄暗い山道（幅1.5m）を3kmほど奥に入った所。
ハイキングコースからは外れており、普段は山仕事や山菜採りで地元住民が入るだけで、時々地元の森林組合員や営林署の職員が下草を刈っている。
雑木が鬱蒼と生え、マムシや野犬もいる場所だという。
木更津署は千葉大学医学部で司法解剖を行い死因を調べ、川崎臨港警察署と協力し改めてこれまでの2人の足取り等を捜査するとしたが、現場の状況や死体見分の結果、遺体に目立った外傷も無いことから犯罪に巻き込まれた可能性は低く、所持金を使い果たした2人が山道に入り込んで道に迷い、小学生は疲労などで意識が朦朧として衣服を自分で脱ぎ、2人とも餓死した可能性が高いという見解を示した
。